# Txomin Bereciartua
 Txomin Bereciartua (Bilbao, Vizcaya, 24 de junio de 1929 - 23 de marzo de 2023) fue un sacerdote católico, impulsor de iniciativas educativas y sociales en Vizcaya (España).
Realizó sus estudios en la Universidad de Comillas, Cantabria, y fue ordenado sacerdote en 1953 en la Catedral de Santiago de Bilbao.
Ha sido párroco en Ratxagorria (Gordejuela), San Inazio (Neguri), Otxarkoaga, Andra Mari (Santa María de Guecho), Santa María (Portugalete), y Santa Ana (Las Arenas). Siendo párroco de Santa Ana, se encargó de la reforma de la Ermita de Santa Ana, construida en torno a 1864. Participó en la recuperación del Monasterio cisterciense de Santa María de Ziortza, también llamado Colegiata de Zenarruza, declarada Monumento Nacional de Euskadi. Siendo párroco en Portugalete promovió la restauración de la basílica gótica.
En 1956 creó en Andra Mari un grupo de scouts e impulsó el Movimiento Scout Católico - MSC - en el País Vasco. Figura en la lista de Miembros de Honor de MSC.
En 1980 creó la Asociación Novia Salcedo, la que sería luego la  Fundación Novia Salcedo, cuya misión principal es la integración de los jóvenes en el mundo laboral. Ha sido Presidente de la Fundación hasta 2001 y ha formado parte del Patronato de la Fundación como Presidente de Honor. En el año 2005, en ocasión del 25 aniversario de la Fundación, el lendakari del Gobierno Vasco, Juan José Ibarretxe le entregó, por sus méritos, la makila, el bastón tradicional vasco que expresa nobleza y poder[cita requerida]. El 26 de junio de 2013, Txomin Bereciartua recibió de manos de S.A.R. el Príncipe Felipe el Premio de la Fundación Príncipe de Girona 2013, otorgado en su categoría "Entidad", a la Fundación Novia Salcedo.
También ha sido cofundador de UNESCO Etxea, el Centro UNESCO del País Vasco, una asociación sin ánimo de lucro (ONG) creada en 1991 para promocionar en el ámbito vasco los principios y programas de la UNESCO, en la que Txomin Bereciartua sigue como miembro del Consejo de Socios de Honor.
En el año 2000 Txomin Bereciartua recibió el Premio Utopía. Los Premios Utopía se convocan cada año por la Diputación Foral de Vizcaya con el doble objetivo de reconocer públicamente a las personas o entidades que resulten premiadas, su contribución desinteresada en el campo de los servicios sociales y de concienciar a la sociedad sobre su responsabilidad al respecto, ofreciéndole modelos dignos de imitar.
El 7 de noviembre de 2014, Txomin Bereciartua fue proclamado "Ilustre de Bilbao" por el Ayuntamiento de Bilbao. El galardón, que le fue entregado el 15 de diciembre de 2014 en el Salón Árabe del Ayuntamiento, se concede a las personas e instituciones de la capital vizcaína que han trabajado y trabajan para dejar muy alto el nombre de la ciudad.
El 27 de enero de 2019, Txomin Bereciartua recibió el Premio 2018 en la XXX edición de los Premios de la Fundación Sabino Arana que se conceden cada año a cuantas organizaciones o personas individuales hayan destacado por su decidido afán de servicio a la sociedad.
Txomin Bereciartua murió el 23 de marzo de 2023.

## Libros
Libro de Txomin Bereciartua: «25 Años de Novia Salcedo Fundación», publicado en 2005.
"Novia Salcedo Fundación: Primeros 40 años.": Un estudio sobre el recorrido histórico de Novia Salcedo Fundación, entrelazado con el de su fundador, Txomin Bereciartua, basado fundamentalmente en el análisis y reflexión de sus protagonistas. Publicado en 2019. ISBN: 978-84-09-11359-0